# Helvella hyperborea
Helvella hyperborea är en svampart som tillhör divisionen sporsäcksvampar, och som beskrevs av Harmaja. Helvella hyperborea ingår i släktet hattmurklor (Helvella), och familjen Helvellaceae. Arten är reproducerande i Sverige.